# Glory 22: Lille
Glory 22: Lille este o gală de kickbox programată să se desfășoare pe 5 iunie 2015 în Lille, Franța. Aceasta va avea loc pe noul stadion de 50,000 de locuri al echipei de fotbal Lille OSC, Stade Pierre-Mauroy. În lupta principală a galei, românul Benjamin Adegbuyi va lupta cu deținătorul centurii GLORY Rico Verhoeven din Olanda.

## Transmisiuni internaționale
| Țară          | Televiziune        |
| ------------- | ------------------ |
| Canada        | Spike              |
| Brazilia      | Esporte Interativo |
| Franța        | Canal Plus         |
| România       | Digi Sport         |
| Rusia         | Combat Channel     |
| Africa de Sud | StarTimes          |
| Coreea de Sud | KBS N              |
| Statele Unite | Spike              |